# Pentathlon

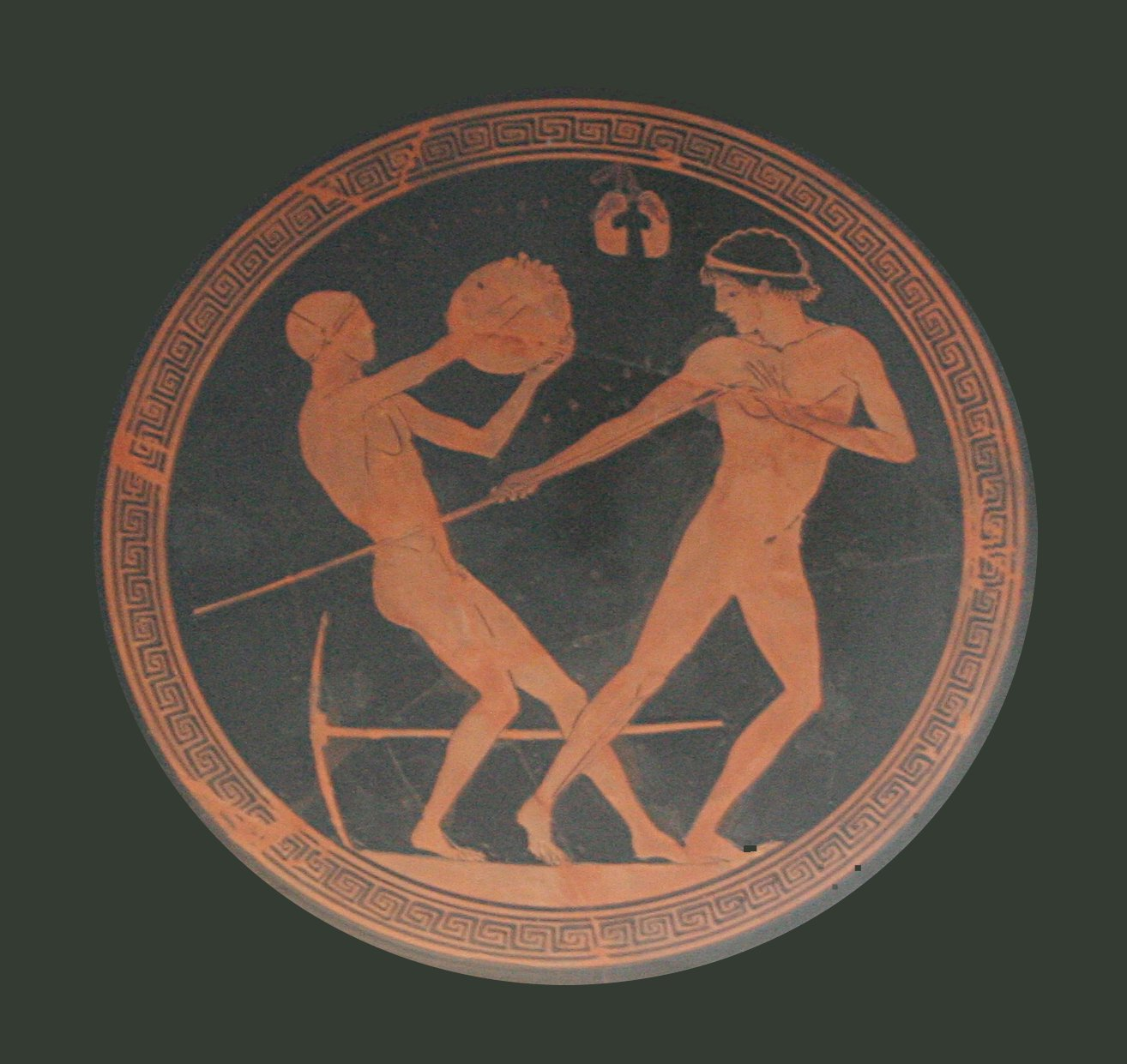
Vase mit den drei wichtigsten Sportarten des Fünfkampfes: Diskus- und Speerwerfer, für den Weitsprung sieht man die Springgewichte (halteres) im Hintergrund oben.
Attisch rotfigurige Schale, 490 v. Chr., bemalt von Onesimos.

Das Pentathlon (Fünfkampf) war eine athletische Disziplin bei den Olympischen Spielen der Antike. Der Name leitet sich ab von dem griechischen Wort „Fünf Wettkämpfe“: Speer, Diskus, Sprung, Lauf und Ringen. Das erste Mal waren sie ab den 18. Olympischen Spielen der Antike mit dabei.
Die Regeln des antiken Pentathlon sind in den Wirren bei der Zwangschristianisierung des Römischen Reiches verloren gegangen, falls sie je schriftlich niedergelegt waren. In keinem erhaltenen Text steht die Sportart im Zentrum, in wenigen wird der Bezug nur am Rande hergestellt, meist in einer interpretierbaren Metapher. So sind heute mehr Fragen über das Pentathlon offen als beantwortet; in wenigen Punkten sind Forscher einer Meinung. Die Hälfte aller Veröffentlichungen über den griechischen Sport betrifft das Pentathlon.

## Der Wettkampf
Gekämpft wurde in Disziplinen. Die nächste Disziplin wurde erst dann in Angriff genommen, wenn alle Athleten die vorherige abgeschlossen hatten. Die Schiedsrichter standen während des Wettkampfes im Stadion. Jeder hatte einen Stock in der Hand und ahndete jeden Regelverstoß mit Schlägen. Neben Werfern und Springern steht oft ein Flötenspieler. Er war der Zeitmesser. Bevor sein Vers oder seine Strophe fertiggespielt war, musste der Athlet werfen oder springen.
Wie viele Athleten an einem Wettkampf teilnahmen, ist nicht bekannt. In Olympia gibt es 21 Laufbahnen. Diese Zahl wird als die obere Grenze angenommen. Plato empfahl allen Jugendlichen, den Fünfkampf zu betreiben. Danach muss es in Athen Tausende Fünfkämpfer gegeben haben mit entsprechend großen Wettkämpfen. Wie lange ein Wettkampf dauerte, ist nur von den Olympischen Spielen überliefert. Dort war der Nachmittag des zweiten Tages für den Pentathlon reserviert.

### Reihenfolge der Disziplinen
Von der Reihenfolge weiß man, dass Arm- und Beinübungen sich abwechselten. Zuletzt wurde gerungen. Nicht bekannt ist, ob die Reihenfolge für alle Wettkämpfe immer dieselbe war. Bei den „heiligen“ Spielen nimmt man das an. Die Reihenfolge hatte aber keinen Einfluss auf den Ausgang des Wettkampfes.
Aus Texten schließen einige Forscher, dass die drei pentathlon-spezifischen Disziplinen am Anfang standen. Dann wäre die Reihenfolge:
1. Speer
2. Sprung
3. Diskus
4. Lauf
5. Ringen

## Disziplinen
„Der Fünfkampf wurde aus beiderlei zusammengesetzt, nämlich aus leichten und schweren Übungen; denn Ringen und Diskuswurf sind schwer, Speerwurf, Sprung und Lauf leicht.“ (Philostratos). Geworfen und gesprungen wurde nur im Rahmen des Pentathlons. Laufen und Ringen waren auch eigene Sportarten.

### Laufen
In keinem Text ist die Länge der Pentathlon-Strecke eindeutig angegeben. Die meisten Forscher nehmen die kürzeste und populärste antike Laufstrecke Stadion (= 600 Fuß, je nach Spielort zwischen ca. 167,00 Meter (Delos) und 192,24 Meter (Olympia)) an. Dafür spricht, dass die Länge nirgends erwähnt wurde, da sie selbstverständlich war. Außerdem wurde das Pentathlon öfter von Sprintern gewonnen, niemals von einem Langstreckler. Einige Forscher sehen das Pentathlon von der magischen Zahl 5 regiert, weshalb sie fünf Stadien als Laufstrecke vermuten.

### Sprung (Fünfsprung)
Beim Sprung kam es auf die Weite an, nicht auf die Höhe. Man sprang von einer besonderen Sprungschwelle (Bater) ab, wahrscheinlich aus dem Stand mehrmals (wahrscheinlich fünfmal) hintereinander. Auf dem vorher gelockerten Boden musste der Athlet deutliche, beieinander liegende Abdrücke hinterlassen. In den Händen hielt er dabei längliche, mit Griffen versehene Gewichte, sogenannte Halteren. Gefunden wurden Gewichte aus Stein, Ton und Bronze zwischen 1,48 und 4,629 kg. Jeder Athlet benutzte seine eigenen Halteren. In einem Wettkampf wurden unterschiedlich schwere Gewichte benutzt. Die Sprungweite wurde mit Pflöcken markiert und gemessen. Die genaue Sprungtechnik ist noch unbekannt. Nach Aristoteles sprang man mit Gewichten weiter als ohne. Springen zählte zu den leichten Disziplinen, galt aber als schwer erlernbar.
Studien und Computersimulationen aus dem Jahr 2002 haben ergeben, dass durch die Wahl geeigneter Hanteln pro Sprung ca. 17 cm mehr Weite und damit ca. 1 m mehr beim Fünfsprung aus dem Stand erreicht werden kann.

### Diskuswurf
Die genaue Wurftechnik ist umstritten. Wahrscheinlich war sowohl der Drehwurf als auch der Wurf aus dem Stand erlaubt. Markiert und gemessen wurde die Wurfweite und zwar bis zu der Stelle, an der der Diskus liegenblieb. Wahrscheinlich hatten die Disken je nach Ort unterschiedliche Gewichte. In einem Wettkampf warfen aber alle Athleten identische Disken. Gefundene Disken sind aus Bronze oder Stein und wiegen zwischen 1,353 und 4,758 kg.

### Speerwurf
Die Speere waren viel leichter als die Kampfspeere, etwa körperlang und fingerdick. Sie hatten vorne einen stumpfen Metallbeschlag, um Unfälle zu vermeiden. Der Speer wurde nach einem Sprungschritt entweder von schräg unten an der Hüfte vorbei oder aus der Schulterhöhe geworfen. In der Schaftmitte wurde um den Speer ein Riemen gewickelt, in dessen Schlinge Zeige- und Mittelfinger gesteckt wurden. Beim Abwurf wurde der Speer zunächst losgelassen. Der Zug an der Schlinge gab dem Speer Schwung und Drehung um die Längsachse. Es zählte die Weite bis zum Auftreffpunkt. Der antike Speerwurf erforderte vor allem Schnelligkeit, aber weniger Kraft als heute. Seneca schreibt in Phädra: „Selbst die bogenberühmten Kreter mit ihrem leichten Pfeil können nicht die Weite erzielen wie ein kraftvoll geworfener Riemenschleuder-Speer.“ Danach muss man Weiten bis 200 Meter vermuten.

### Ringen
Gerungen wurde – anders als heute im griechisch-römischen Stil – vorwiegend im Stand. Ziel war, den Gegner so niederzuwerfen, dass sein Rücken den Boden berührte. Der Kampf war entschieden, wenn der Gegner dreimal niedergeworfen wurde. Alle Griffe, einschließlich Beinausschlagen und Beinstellen, waren erlaubt, den Gegner durch Schlagen, Würgen oder Verdrehen der Gelenke zum Aufgeben zu zwingen jedoch verboten. Diese Art von Ringen, die zugleich mit dem Faustkampf kombiniert ausgeführt wurde, bezeichnet man auch als Pankration. Von allen heutigen Kampfsportarten glich das antike Ringen danach am meisten dem japanischen Sumo.

## Wertung des Wettkampfes
Nur eine Tatsache ist bei fast allen Forschern unstrittig: Sobald ein Athlet als Sieger des Pentathlons feststeht, wird der Wettkampf abgebrochen. Manchmal hat ein Athlet die ersten drei Disziplinen gewonnen. Dann war Schluss. Meistens war aber der Gewinner des letzten Ringens auch der Sieger des Pentathlons.
Bekannt geworden sind ein gutes Dutzend unterschiedlicher Wertungen, die sich natürlich nicht in allen Aspekten unterscheiden. In den Disziplinen erwirbt jeder Athlet für jede Leistung einen Bonus. Entweder in Form des Platzes, den er erreicht hat, oder in Form der Überlegenheit über einzelne Gegner. Ob die Leistung gut oder schlecht war, konnte schon deshalb keine Rolle spielen, weil die im Laufen damals nicht messbar war und die im Ringen grundsätzlich nicht messbar ist. Einige Wertungen zählen auch schlechte Leistungen (also alle fünf), die meisten aber nicht. Die Regeln, nach denen die einzelnen Leistungen zu Zwischen- und zu Endresultaten werden, sind Bestandteil der Siegersysteme. Diese Systeme enthalten auch Regeln für den Ausschluss, also Bestimmungen darüber, welche Zwischenergebnisse nicht genügen, um im Wettbewerb zu bleiben.
Sehr schlecht passt in die meisten Systeme der Triagmos, worunter alle Forscher den vorzeitigen Abbruch des Wettkampfes verstehen, weil einer der Athleten drei Disziplinen gewonnen hat. Da dieser Fall in mehreren Quellen zweifelsfrei bezeugt ist, enthalten die meisten Systeme für diesen Fall eine eigene Regel.
Durch die Ausscheidungsregel verquicken viele Pentathlon-Siegersysteme die Wertung mit der Abfolge der Disziplinen. Denn ausscheiden müssen immer die bis dahin Schwachen. Ein schlechter Springer steht desto besser da, je später gesprungen wird. Erstens kann er bis zum Springen so viele Bonuspunkte sammeln, dass seine Schwäche nicht so ins Gewicht fällt, zweitens sind bis dahin einige Gegner schon ausgeschieden. Bei vielen Systemen ginge bei einer anderen Reihenfolge aus demselben Wettkampf ein anderer Athlet als Gesamtsieger hervor.